# منشأة شبراطو
قرية منشأة شبراطو هي إحدى القرى التابعة لمركز قلين في محافظة كفر الشيخ في جمهورية مصر العربية. حسب إحصاءات سنة 2006، بلغ إجمالي السكان في «منشأة شبراطو» 4768 نسمة، منهم 2427 رجل و2341 امرأة.